# Marchésieux
Marchésieux est une commune française, située dans le département de la Manche en région Normandie, peuplée de 684 habitants.

## Géographie
La commune est aux confins du Coutançais et du Pays saint-lois, au sud du parc naturel régional des Marais du Cotentin et du Bessin. Son bourg est à 9,5 km à l'est de Périers, à 13 km au nord de Marigny, à 16 km au sud de Carentan, à 20 km au nord-ouest de Saint-Lô et à 21 km au nord-est de Coutances.
| Raids                    | Auxais      | Saint-André-de-Bohon, Tribehou |
| Saint-Sébastien-de-Raids | Marchésieux | Remilly Les Marais             |
| Saint-Martin-d'Aubigny   | Feugères    | Remilly Les Marais             |

### Hydrographie
La commune est située dans le bassin Seine-Normandie. Elle est drainée par la Taute, le Lozon, la Venloue, la Bucaille, des bras de la Taute, le cours d'eau 01 de la commune de Marchesieux, le cours d'eau 02 de la commune de Marchésieux, le fossé 03 de la commune de Marchésieux, le fossé 05 de la commune de Feugères et divers autres petits cours d'eau,.
La Taute, d'une longueur de 40 km, prend sa source dans la commune de Cambernon et se jette dans la Douve à Carentan-les-Marais, après avoir traversé 13 communes. Les caractéristiques hydrologiques de la Taute sont données par la station hydrologique située sur la commune de Saint-Sauveur-Villages. Le débit moyen mensuel est de 0,3 m3/s. Le débit moyen journalier maximum est de 3,32 m3/s, atteint lors de la crue du 26 janvier 1995. Le débit instantané maximal est quant à lui de 6 m3/s, atteint le 26 décembre 1999.
Le Lozon, d'une longueur de 25 km, prend sa source dans la commune de Cametours et se jette dans la Taute en limite de en limite de la commune et de Tribehou, après avoir traversé dix communes. 
La Venloue, d'une longueur de 15 km, prend sa source dans la commune de Camprond et se jette dans le Lozon en limite de en limite de la commune et de Remilly Les Marais, après avoir traversé huit communes. 

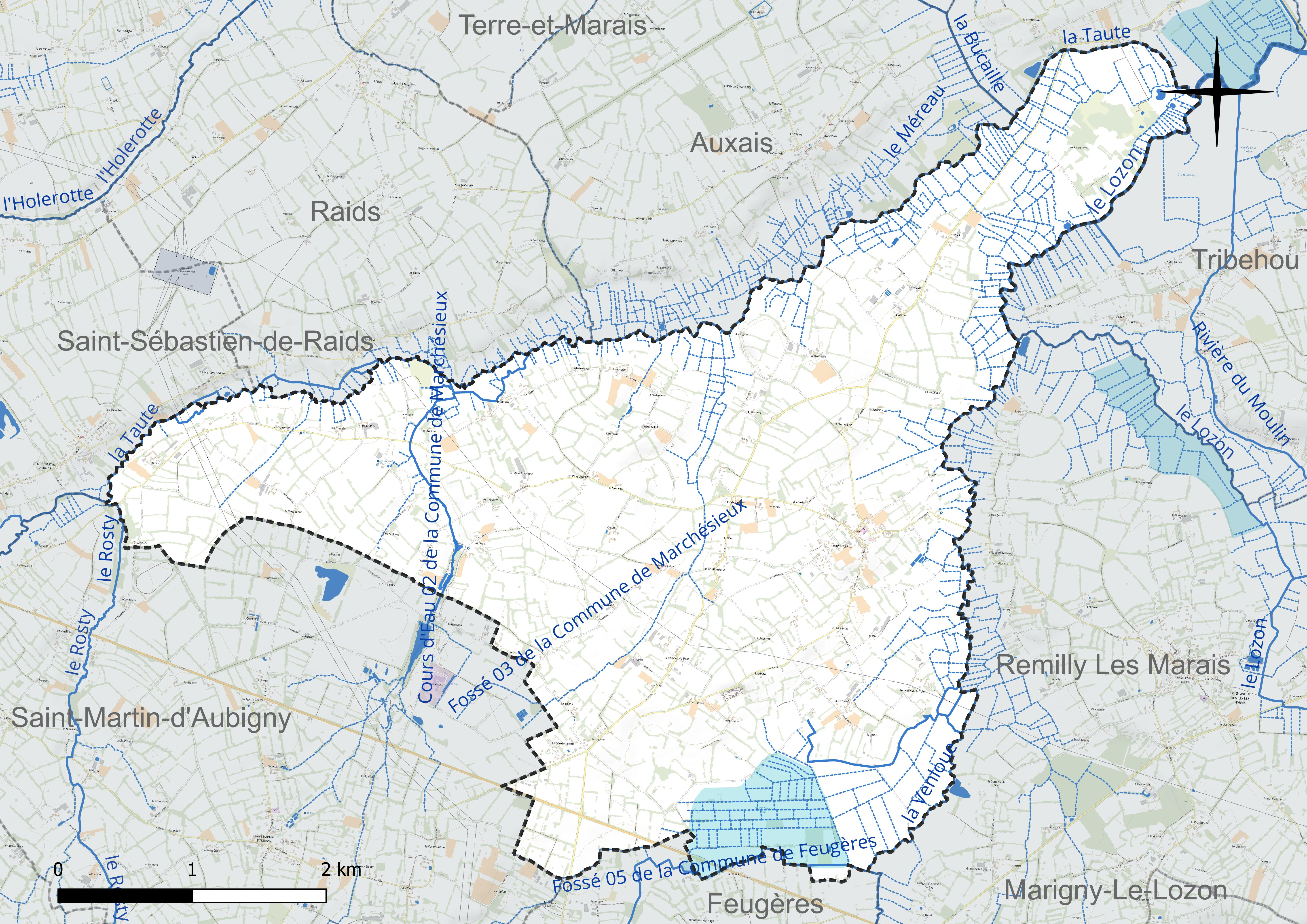
Réseau hydrographique de Marchésieux.

### Climat
Pour des articles plus généraux, voir Climat de la Normandie et Climat de la Manche.
En 2010, le climat de la commune est de type climat océanique franc, selon une étude du CNRS s'appuyant sur une série de données couvrant la période 1971-2000. En 2020, Météo-France publie une typologie des climats de la France métropolitaine dans laquelle la commune est exposée à un climat océanique et est dans la région climatique Normandie (Cotentin, Orne), caractérisée par une pluviométrie relativement élevée (850 mm/a) et un été frais (15,5 °C) et venté.
Pour la période 1971-2000, la température annuelle moyenne est de 11,2 °C, avec une amplitude thermique annuelle de 11,2 °C. Le cumul annuel moyen de précipitations est de 848 mm, avec 13,4 jours de précipitations en janvier et 7,4 jours en juillet. Pour la période 1991-2020, la température moyenne annuelle observée sur la station météorologique la plus proche, située sur la commune de Cerisy-la-Salle à 18 km à vol d'oiseau, est de 11,5 °C et le cumul annuel moyen de précipitations est de 1 112,5 mm,. Pour l'avenir, les paramètres climatiques de la commune estimés pour 2050 selon différents scénarios d’émission de gaz à effet de serre sont consultables sur un site dédié publié par Météo-France en novembre 2022.

## Urbanisme

### Typologie
Au 1er janvier 2024, Marchésieux est catégorisée commune rurale à habitat très dispersé, selon la nouvelle grille communale de densité à sept niveaux définie par l'Insee en 2022.
Elle est située hors unité urbaine et hors attraction des villes,.

### Occupation des sols
L'occupation des sols de la commune, telle qu'elle ressort de la base de données européenne d’occupation biophysique des sols Corine Land Cover (CLC), est marquée par l'importance des territoires agricoles (100 % en 2018), en augmentation par rapport à 1990 (98,4 %). La répartition détaillée en 2018 est la suivante : prairies (52,8 %), zones agricoles hétérogènes (35,1 %), terres arables (12,2 %). L'évolution de l’occupation des sols de la commune et de ses infrastructures peut être observée sur les différentes représentations cartographiques du territoire : la carte de Cassini (XVIIIe siècle), la carte d'état-major (1820-1866) et les cartes ou photos aériennes de l'IGN pour la période actuelle (1950 à aujourd'hui).

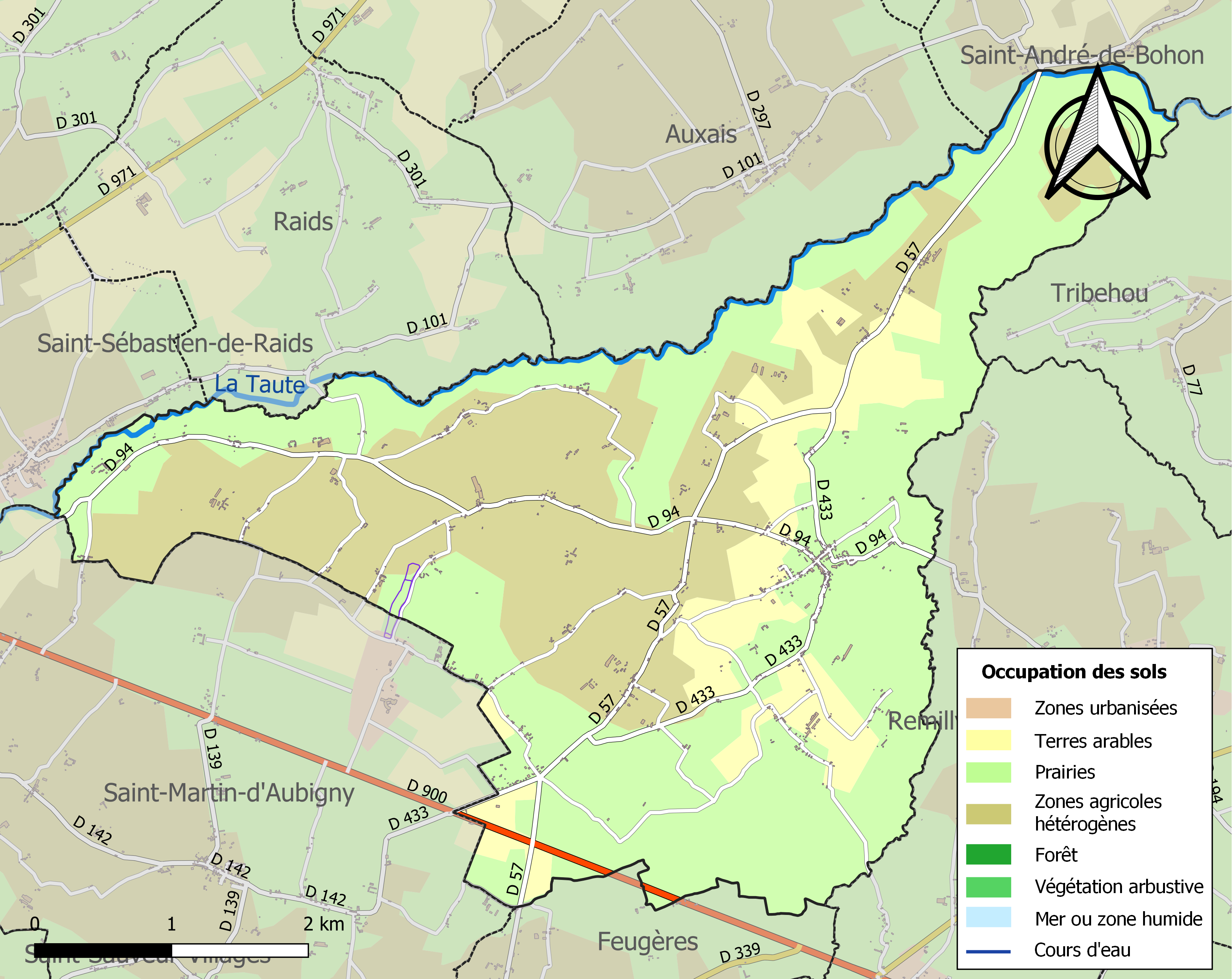
Carte des infrastructures et de l'occupation des sols de la commune en 2018 (CLC).

## Toponymie
Le nom de la localité est attesté sous les formes Marcisie en 1040 et 1066 (éventuellement *Marcisieu ou *Marcisiel), Marchesies vers 1210, Marchesiex vers 1280, Marchiseux en 1336, Marchessi sans date.
Charles Rostaing et Ernest Nègre suggèrent timidement une origine par l'ancien français marchais, « marais »,, hypothèse que René Lepelley reprend de façon plus affirmative.
Le gentilé est Marchuais.

## Histoire
On a exhumé dans les marais un dépôt de haches à douilles de l'âge du bronze (2000 av. J.-C.-800 av. J.-C.).
Une notice de l'abbaye de Fécamp, rédigée entre 1040 et 1060, nous apprend que Muriel d'Amblie abandonna à l'abbaye sa terre de Marchésieux et celle de Morsalines.
Une partie du demi fief de haubert de la Hézardière centré sur Saint-Aubin-du-Perron s'étendait sur les paroisses d'Aubigny, Marchésieux et Boisroger.

## Politique et administration
| Période                                  | Période   | Identité          | Étiquette | Qualité                                                           |
| ---------------------------------------- | --------- | ----------------- | --------- | ----------------------------------------------------------------- |
| 197                                      | 1995      | Léon Ourry        | DVG       | Agriculteur - Conseiller général du canton de Périers (1998-2004) |
| juin 1995                                | mars 2001 | Gérard Tapin      | SE        | Professeur                                                        |
| mars 2001                                | mars 2008 | Roland Lepuissant | SE        | Moniteur éducateur                                                |
| mars 2008                                | mai 2020  | Gérard Tapin      | SE        | Professeur                                                        |
| mai 2020                                 | En cours  | Anne Hébert       | SE        | Professeure d’économie                                            |
| Les données manquantes sont à compléter. |           |                   |           |                                                                   |

Le conseil municipal est composé de quinze membres dont le maire et deux adjoints.

## Population et société

### Démographie
L'évolution du nombre d'habitants est connue à travers les recensements de la population effectués dans la commune depuis 1793. Pour les communes de moins de 10 000 habitants, une enquête de recensement portant sur toute la population est réalisée tous les cinq ans, les populations de référence des années intermédiaires étant quant à elles estimées par interpolation ou extrapolation. Pour la commune, le premier recensement exhaustif entrant dans le cadre du nouveau dispositif a été réalisé en 2007.
En 2022, la commune comptait 684 habitants, en évolution de −5 % par rapport à 2016 (Manche : −0,31 %, France hors Mayotte : +2,11 %).
Marchésieux a compté jusqu'à 1 826 habitants en 1806.
| 1793  | 1800  | 1806  | 1821  | 1831  | 1836  | 1841  | 1846  | 1851  |
| ----- | ----- | ----- | ----- | ----- | ----- | ----- | ----- | ----- |
| 1 402 | 1 213 | 1 826 | 1 748 | 1 566 | 1 611 | 1 569 | 1 619 | 1 600 |

| 1856  | 1861  | 1866  | 1872  | 1876  | 1881  | 1886  | 1891  | 1896  |
| ----- | ----- | ----- | ----- | ----- | ----- | ----- | ----- | ----- |
| 1 501 | 1 506 | 1 415 | 1 351 | 1 327 | 1 272 | 1 262 | 1 212 | 1 186 |

| 1901  | 1906  | 1911 | 1921 | 1926 | 1931 | 1936 | 1946 | 1954 |
| ----- | ----- | ---- | ---- | ---- | ---- | ---- | ---- | ---- |
| 1 131 | 1 050 | 989  | 898  | 838  | 838  | 826  | 851  | 843  |

| 1962 | 1968 | 1975 | 1982 | 1990 | 1999 | 2006 | 2007 | 2012 |
| ---- | ---- | ---- | ---- | ---- | ---- | ---- | ---- | ---- |
| 741  | 708  | 637  | 643  | 653  | 664  | 701  | 706  | 723  |

| 2017 | 2022 | - | - | - | - | - | - | - |
| ---- | ---- | - | - | - | - | - | - | - |
| 716  | 684  | - | - | - | - | - | - | - |

### Manifestations culturelles et festivités

#### Sports et loisirs
L'Élan sportif des Marais fait évoluer trois équipes de football en divisions de district.

## Économie
La commune se situe dans la zone géographique des appellations d'origine protégée (AOP) Beurre d'Isigny et Crème d'Isigny.

## Culture locale et patrimoine

### Lieux et monuments

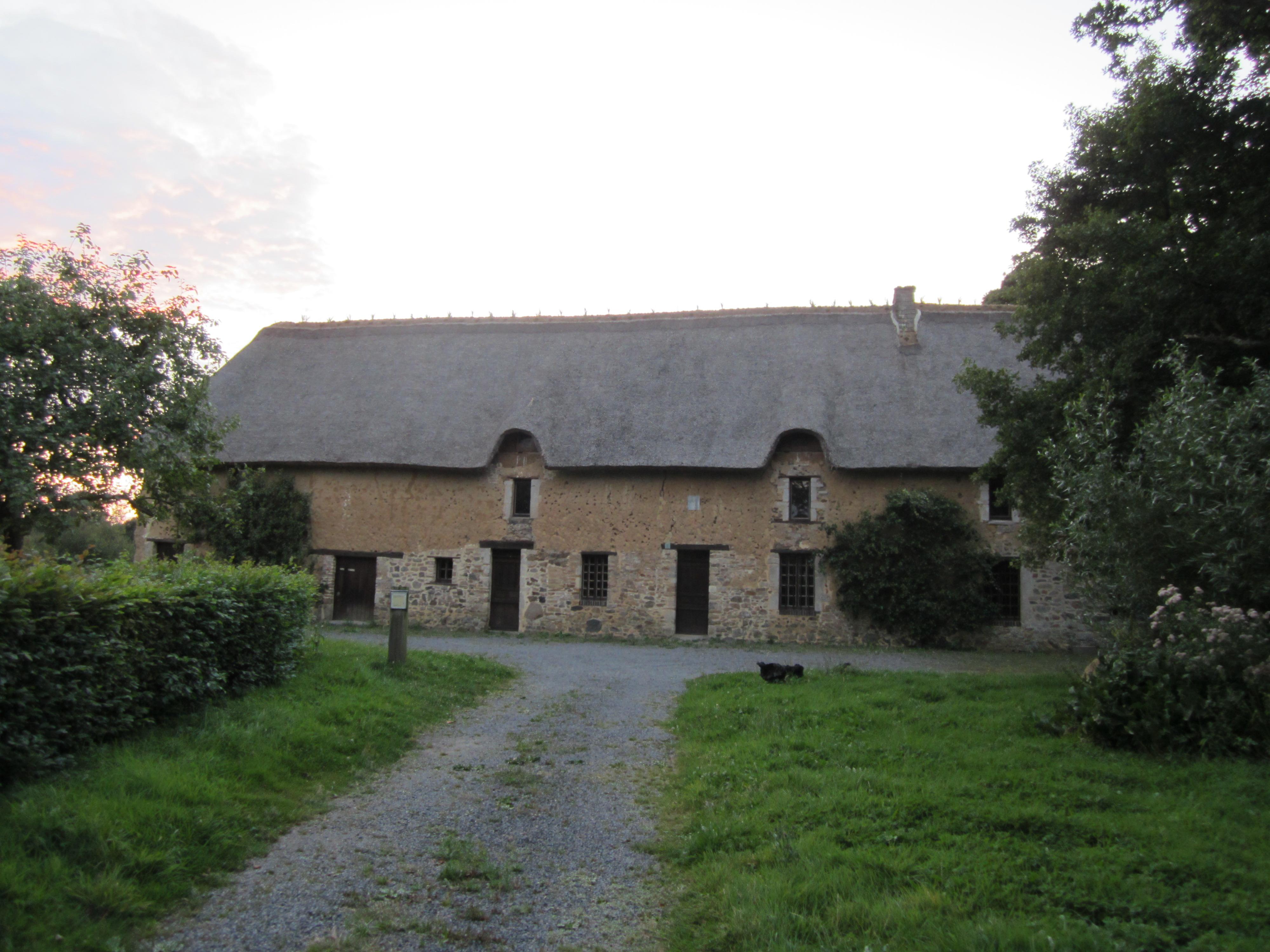
La maison des Marais.

- Église Saint-Manvieu des XIIIe, XIVe – XXe siècles. Ancienne église prieurale avec de beaux blochets sculptés. L'édifice est inscrit au titre des monuments historiques par arrêté du 14 octobre 1946[42], et ses peintures murales du XIVe présentant dix tableaux découvertes en 1947 lors de la reconstruction de l'église sont classées par arrêté du 15 septembre 1953. Un aigle lutrin du XVIIIe siècle est classé au titre objet[43]. Elle abrite également des fonts baptismaux du XVIIIe, les statues de saint Manvieu du XVIIIe, sainte Marguerite du XVIe, une verrière du XXe de Jean Barillot[44].
- Calvaire du XIXe siècle.
- Croix de cimetière du XVIIe siècle.
- Oratoire Notre-Dame de Lourdes du XXe siècle.
- Mémorial abritant les restes de l'avion P47 Thunderbolt du pilote américain Wallace E. Rock (1924-1944) du 365e groupe de chasse, dont l'avion s'est écrasé le 22 juillet 1944 dans les marais, abattu en combat aérien par un chasseur allemand.
- Stèle de la Varde à la mémoire des soldats de la 83rd US Infantry Division, morts dans les combats pour la libération de la commune en juillet 1944.
- Château de la Bretonnière du XVIIIe siècle. C'est dans ce château que naît, en 1741, Louis de La Couldre de La Bretonnière et qui en 1791, achètera, en viager le château de la Bretonnière à Golleville[45].
- Manoir de la Ventignière des XVe – XVIe siècles.
- Maison des Marais du XVIIIe siècle, ancienne ferme de 1773, réhabilité en écomusée, inscrite au titre des monuments historiques par arrêté du 8 avril 2011[46].
- Vieux puits de l'ancien prieuré.

Pour mémoire
- Prieuré de Saint-Manvieu fondé vers le XIIe siècle[47] dépendance en Cotentin de l'abbaye de Cormery au diocèse de Tours[48].

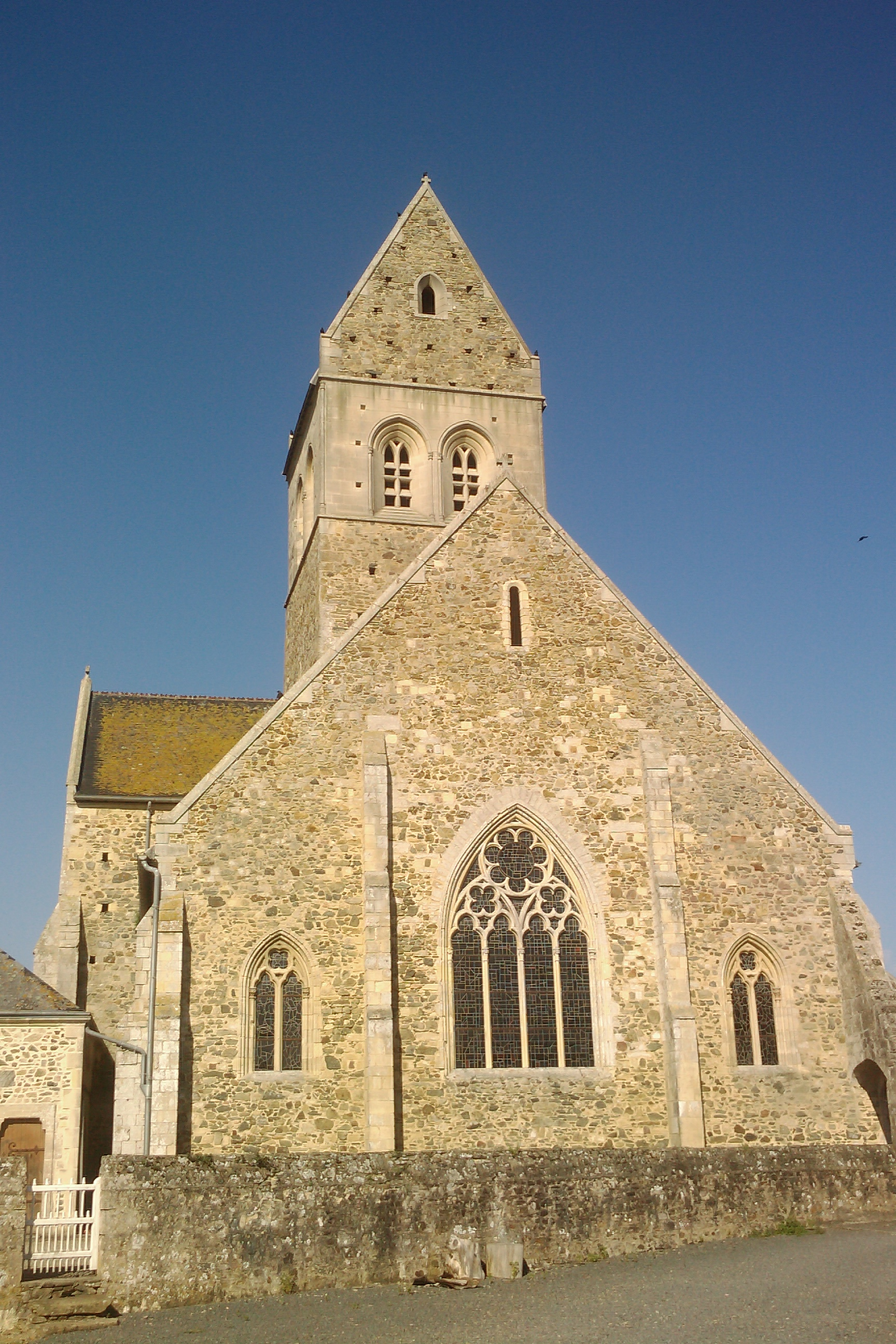
L'église Saint-Manvieu.
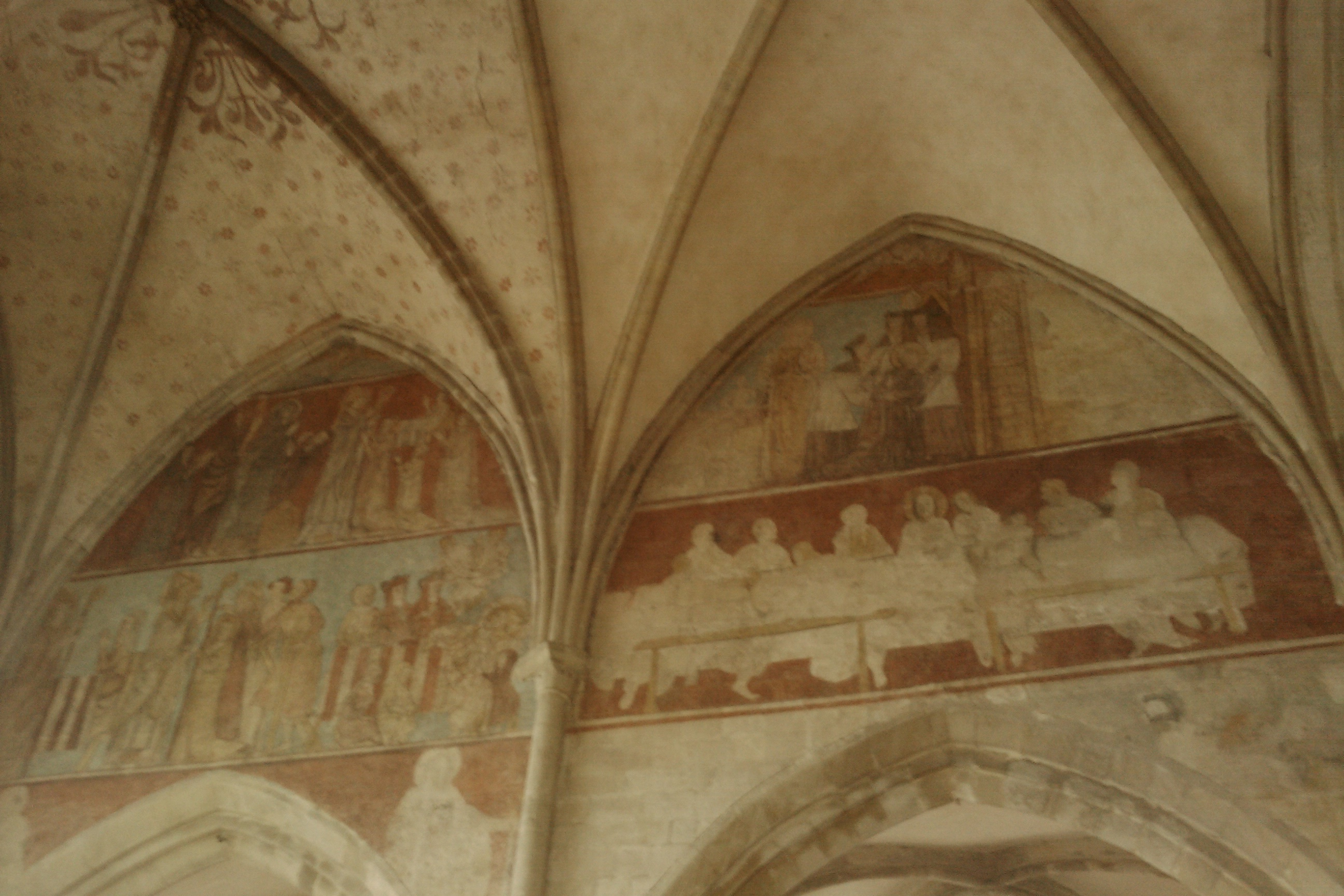
Les peintures murales.

### Personnalités liées à la commune
- Louis de La Couldre de La Bretonnière (Marchésieux 1741 - 1809), marin, premier concepteur de la rade de Cherbourg.

### Héraldique
| Blason de Marchésieux | Blason  | Écartelé : aux 1er et 4e de sable à un pommier d'or, aux 2e et 3e d'or à une couleuvre d'azur ondoyant en pal. |
| Blason de Marchésieux | Détails | Les pommiers sont pour la culture de la pomme et la production cidrière du village et les couleuvres rappellent leur présence sur le territoire de la commune. Figurait sur un bulletin paroissial de mars 1911, modifié et adopté en novembre 2016. |